# Honger (roman)

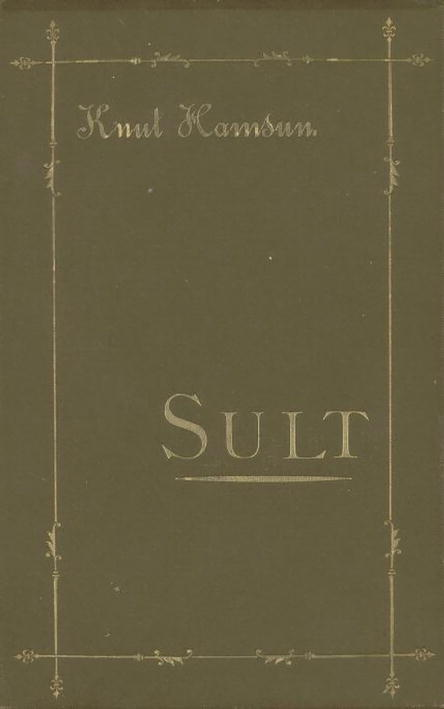
Eerste editie, 1890

Honger (Noors: Sult) is de eerste roman van de Noorse schrijver en Nobelprijswinnaar Knut Hamsun. Het boek verscheen in 1890, kort nadat hij terugkeerde vanuit Amerika naar Noorwegen. Het eerste hoofdstuk was in 1888 al geplaatst in het literaire tijdschrift “Ny Jord”. "Honger" werd in 2002 opgenomen in de lijst van de honderd belangrijkste boeken uit de wereldliteratuur.

## Ontstaan
Hamsun begon met het schrijven van Honger na zijn tweede Amerika-reis in de zomer van 1888. Op de route naar Kopenhagen meerde hij met het Deense stoomschip Thingvalla kort aan te Kristiania. De stad riep onaangename herinneringen bij hem op vanwege een verblijf twee jaar eerder: een periode van werkeloosheid en honger. Hamsun zou het schip niet verlaten maar begon na vertrek meteen met het schrijven van de eerste bladzijden van het boek. De openingszin geeft direct de bedrukkende atmosfeer aan, die het hele boek zou aanhouden: "In die tijd zwierf ik met een hongerige maag door Kristiania, die vreemde stad, die niemand verlaat zonder erdoor getekend te zijn".
Na aankomst in Kopenhagen werkte Hamsun Honger verder uit en publiceerde delen ervan - via de Noorse uitgever Edvard Brandes - anoniem in het Deense tijdschrift Ny Yord. In 1890 verscheen het als zijn eerste volledige roman.

## Intrige
Volgens Hamsuns eigen woorden is Honger eigenlijk geen echte roman. Het boek bestaat volgens hem uit een aantal fragmenten over het verschijnsel honger. De vier hoofdstukken vertegenwoordigen inderdaad vier ten top gedreven crisisperioden in het hongerlijdersbestaan van de ik-figuur in het verhaal. De roman-intrige is mager. De rode draad wordt gevormd door de reeks mislukkende pogingen van de ik-figuur om zich als schrijver een positie te veroveren, maar ook om de evenzeer mislukkende pogingen om zijn liefdesdroom te verwezenlijken.

## Typering
De roman zit vol alleenspraken waarin de ik-figuur zijn dromen, gedachteassociaties en abrupt wisselende gemoedsbewegingen de vrije loop laat. Zij doorleven alle gradaties, van hoogste extase en euforie tot diepste wanhoop. Het boek is een afstandelijk registreren en zelfironisch registreren van de eigen psychologische reacties. Hamsun onderstreepte later zelf dat hij geen “type” heeft willen schrijven, maar een “individu, samengesteld uit nervositeit en bagatellen”, een overgevoelig mens met een uiterst verfijnd zenuwstelsel en een zielenleven waarvan hij de uitingen tot in de kleinste details onder woorden heeft willen brengen. Hij was er zich ten volle van bewust dat dit voor die tijd een totaal nieuwe stijl vereiste: associatief, suggererend, symboolscheppend en expressief, maar ook nuchter en exact weergevend wat hij zintuiglijk waarnam in de hem omringende wereld en wat zich in zijn eigen innerlijk afspeelde.

## Openingszin
De openingszin van Honger tekent direct de atmosfeer die kenmerkend is voor de verdere roman:
Het was in die tijd, toen ik hongerig rondzwierf door Kristiania, die wonderlijke stad die niemand verlaat zonder erdoor getekend te zijn.

## Vertalingen
Honger, dat al kort na verschijnen een bekend boek werd, is in vele talen vertaald. De eerste Nederlandse vertaling, door Jeannette Gorter-Keyser, verscheen in 1905. In 1976 werd het boek in een vertaling (door Cora Polet) uitgebracht. In 2022 verscheen een vertaling door Adriaan van der Hoeven en Edith Koenders.

## Film
Honger werd in 1966 in Noorwegen verfilmd door Henning Carlsen, met de bekende Noorse acteur Per Oscarson in de hoofdrol. De opnames van deze film spelen ook een rol in de bekende roman De halfbroer (2001) van de Noorse schrijver Lars Saabye Christensen.
In 2001 volgde een Amerikaanse verfilming door Maria Giese.